# Sunnhampor
Sunnhampor (Crotalaria) är ett släkte av ärtväxter. Sunnhampor ingår i familjen ärtväxter.

## Bildgalleri

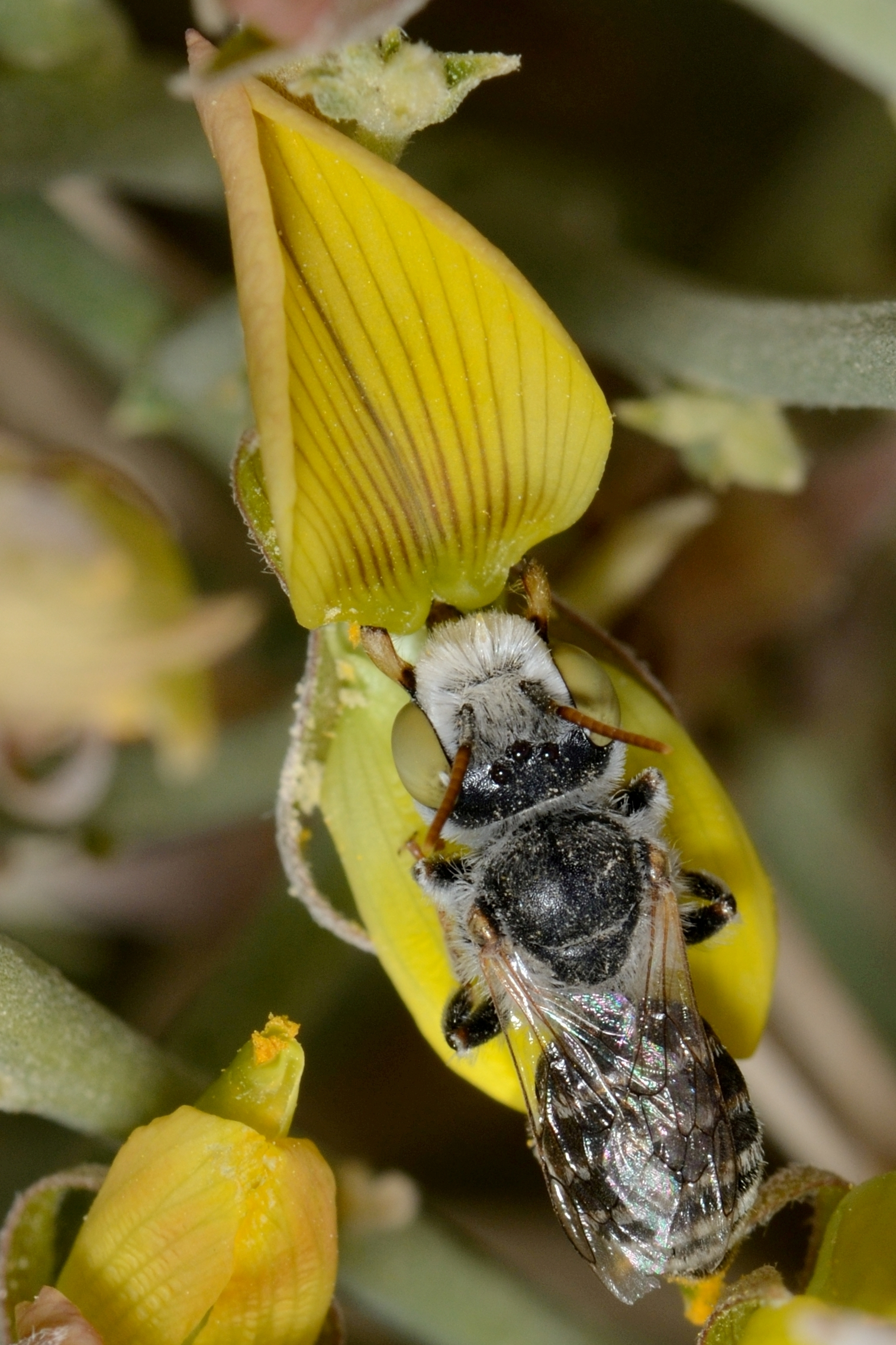
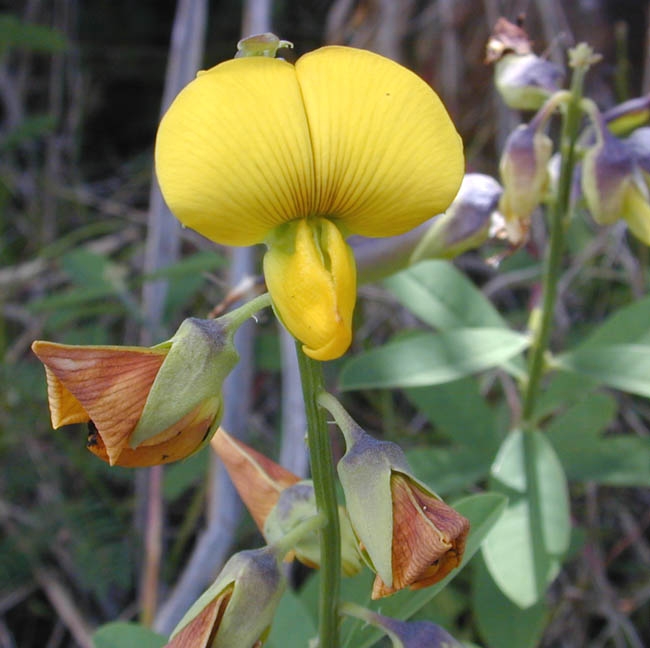
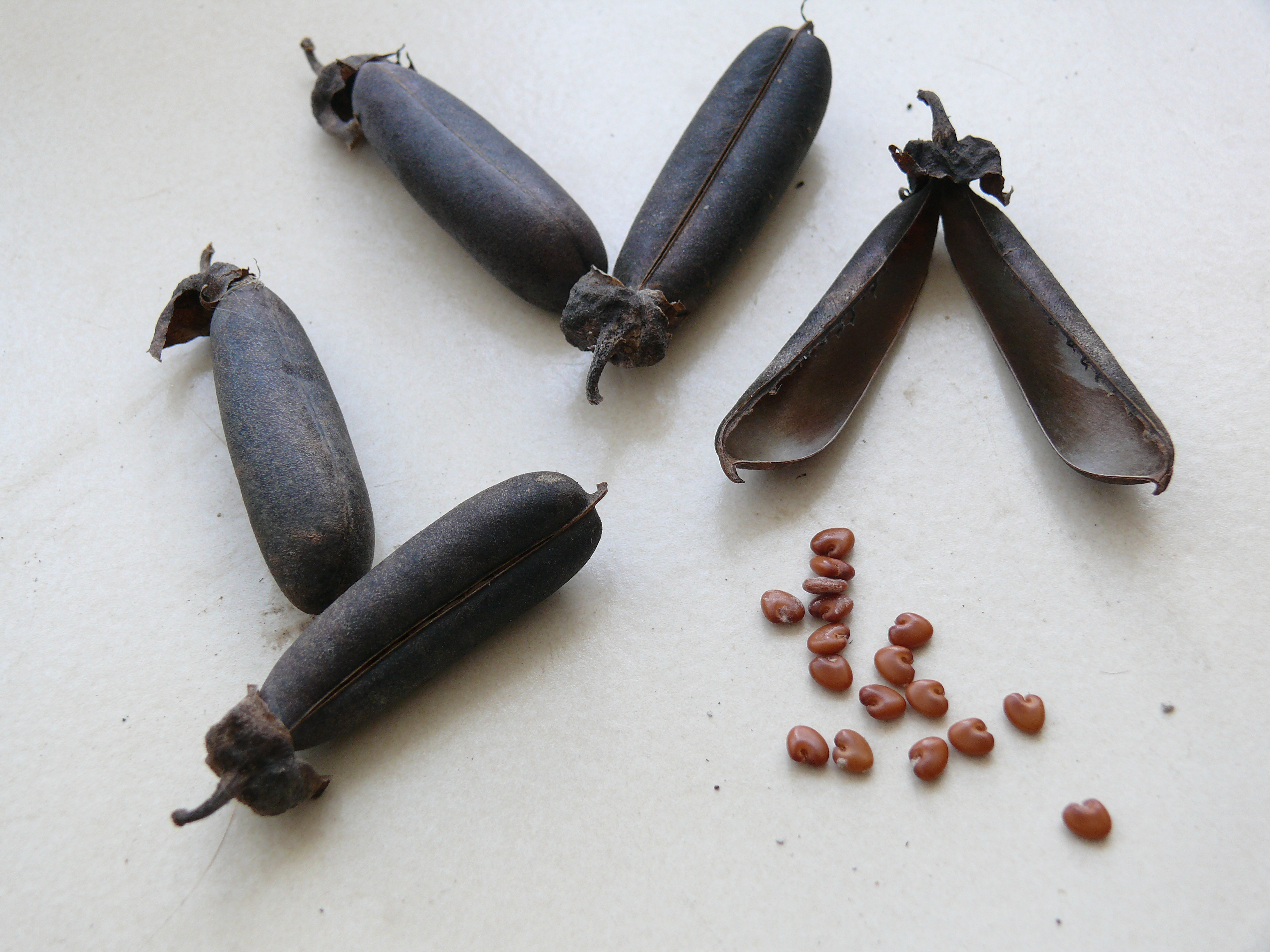
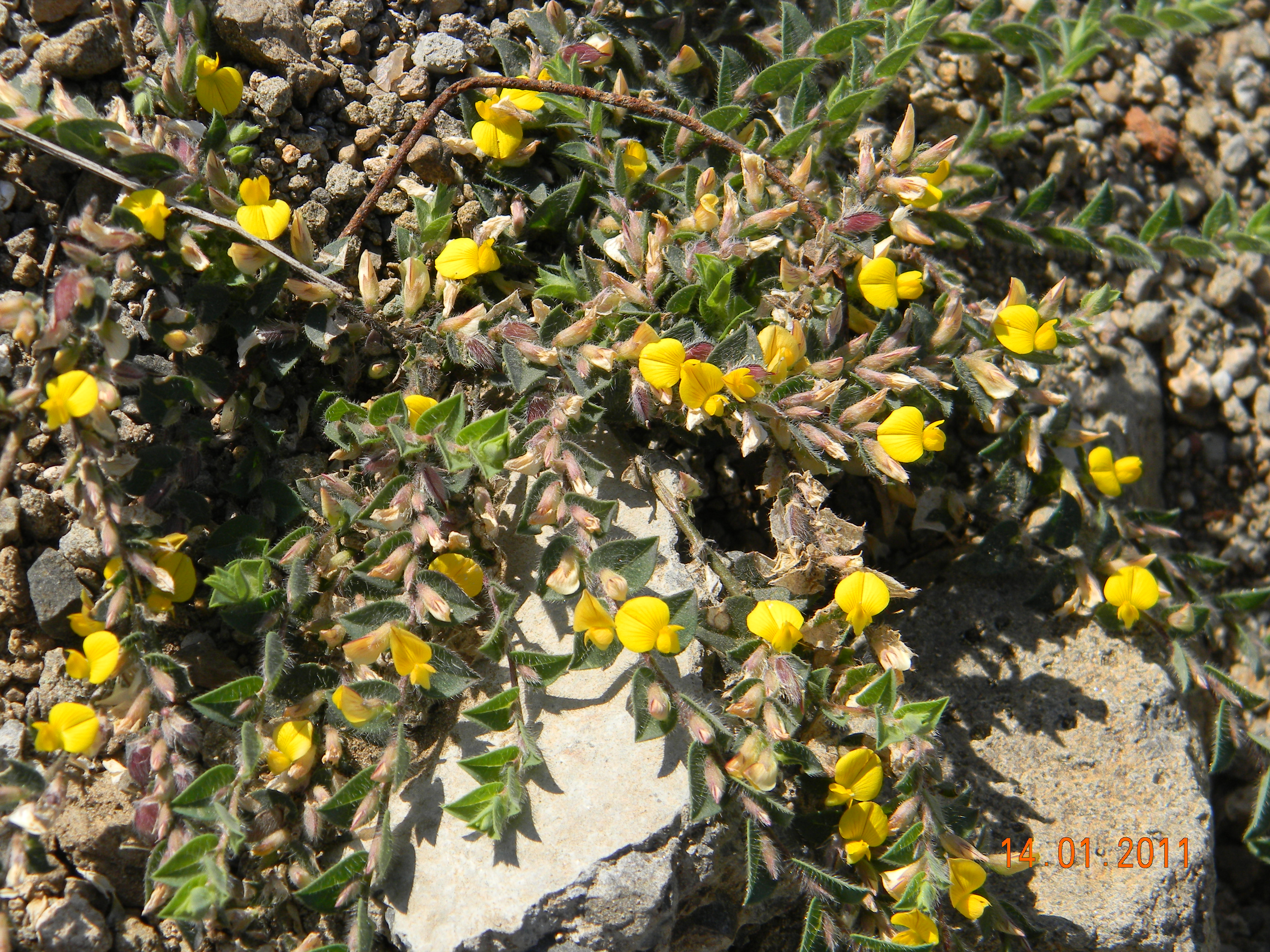
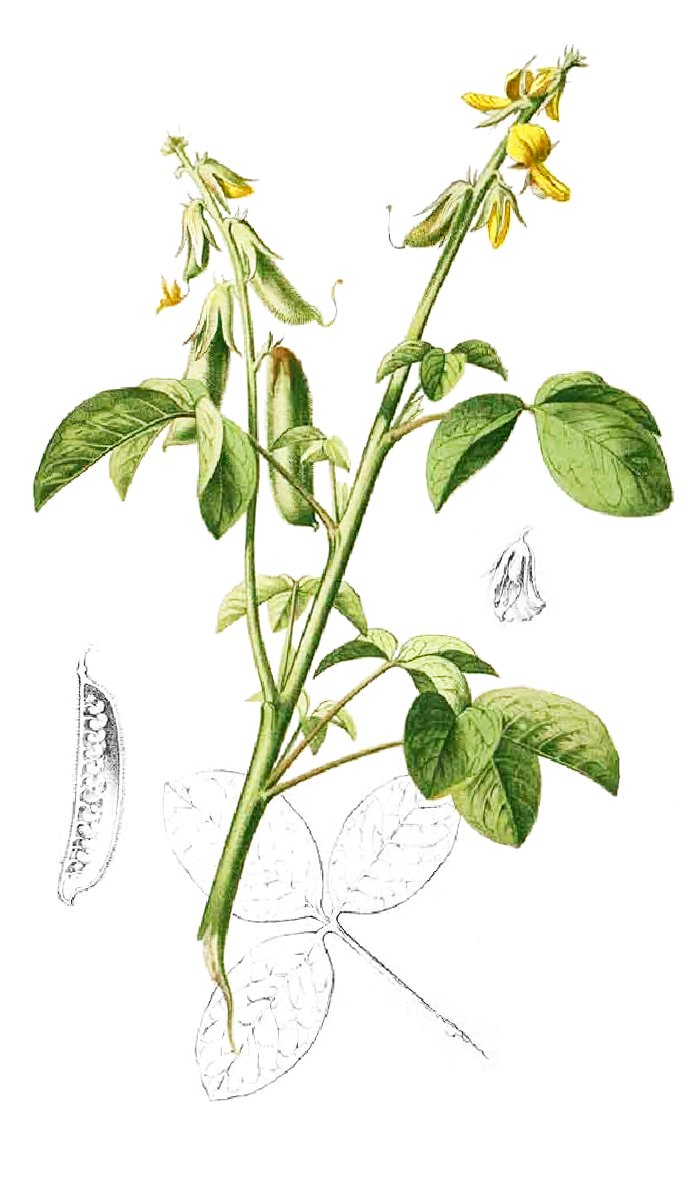
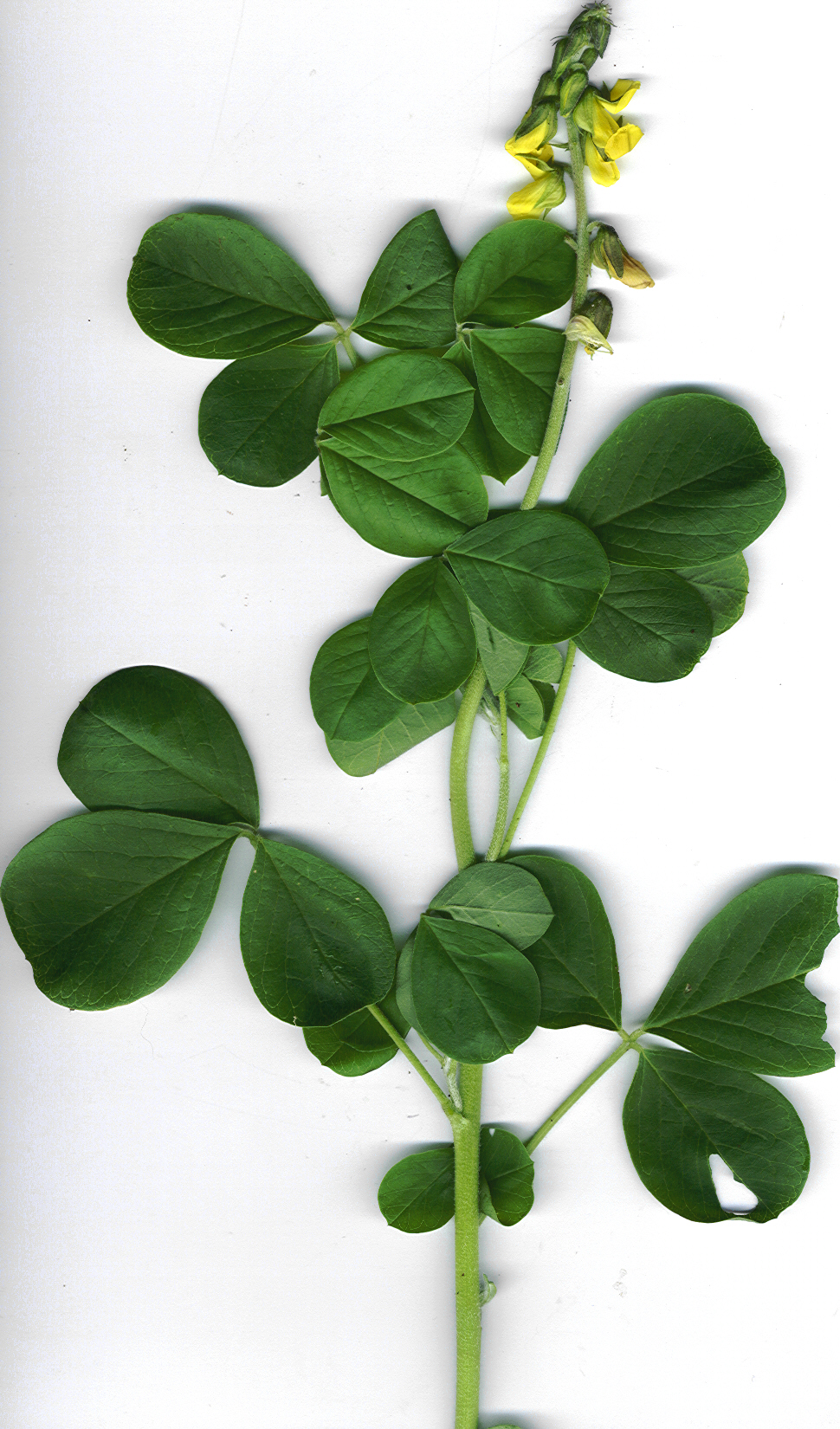

## Dottertaxa till Sunnhampor, i alfabetisk ordning[1]
- Crotalaria abbreviata
- Crotalaria abscondita
- Crotalaria acicularis
- Crotalaria aculeata
- Crotalaria adamii
- Crotalaria adamsonii
- Crotalaria adenocarpoides
- Crotalaria adolfi
- Crotalaria aegyptiaca
- Crotalaria afrocentralis
- Crotalaria agatiflora
- Crotalaria alata
- Crotalaria albicaulis
- Crotalaria albida
- Crotalaria alemanniana
- Crotalaria alexandri
- Crotalaria allophylla
- Crotalaria alticola
- Crotalaria amoena
- Crotalaria andringitrensis
- Crotalaria andromedifolia
- Crotalaria androyensis
- Crotalaria angulata
- Crotalaria angulicaulis
- Crotalaria angustifolia
- Crotalaria anisophylla
- Crotalaria ankaizinensis
- Crotalaria ankaratrana
- Crotalaria annamensis
- Crotalaria anningensis
- Crotalaria annua
- Crotalaria anomala
- Crotalaria anthyllopsis
- Crotalaria antunesii
- Crotalaria arcuata
- Crotalaria arenaria
- Crotalaria argenteotomentosa
- Crotalaria argyraea
- Crotalaria argyrolobioides
- Crotalaria aridicola
- Crotalaria arushae
- Crotalaria assamica
- Crotalaria assurgens
- Crotalaria atrorubens
- Crotalaria aurea
- Crotalaria awasensis
- Crotalaria avonensis
- Crotalaria axillaris
- Crotalaria axilliflora
- Crotalaria axillifloroides
- Crotalaria bahiaensis
- Crotalaria bakeriana
- Crotalaria balansae
- Crotalaria balbi
- Crotalaria ballyi
- Crotalaria bamendae
- Crotalaria barbata
- Crotalaria barkae
- Crotalaria barnabassii
- Crotalaria barretoensis
- Crotalaria basipeta
- Crotalaria baumii
- Crotalaria becquetii
- Crotalaria beddomeana
- Crotalaria bellii
- Crotalaria bemba
- Crotalaria benadirensis
- Crotalaria benguellensis
- Crotalaria benthamiana
- Crotalaria bequaertii
- Crotalaria bernieri
- Crotalaria berteroana
- Crotalaria bialata
- Crotalaria bifaria
- Crotalaria biflora
- Crotalaria blanda
- Crotalaria boehmii
- Crotalaria bogdaniana
- Crotalaria boliviensis
- Crotalaria bondii
- Crotalaria bongensis
- Crotalaria boranica
- Crotalaria bosseri
- Crotalaria boudetii
- Crotalaria boutiqueana
- Crotalaria brachycarpa
- Crotalaria bracteata
- Crotalaria brasiliensis
- Crotalaria bredoi
- Crotalaria brevicornuta
- Crotalaria brevidens
- Crotalaria breviflora
- Crotalaria brevipedunculata
- Crotalaria brevis
- Crotalaria bupleurifolia
- Crotalaria burhia
- Crotalaria burkeana
- Crotalaria burttii
- Crotalaria cabui
- Crotalaria cajanifolia
- Crotalaria callensii
- Crotalaria calliantha
- Crotalaria calva
- Crotalaria calycina
- Crotalaria cambodiensis
- Crotalaria campestris
- Crotalaria candicans
- Crotalaria capensis
- Crotalaria capillipes
- Crotalaria capuronii
- Crotalaria carrissoana
- Crotalaria carsonii
- Crotalaria carsonioides
- Crotalaria caudata
- Crotalaria cephalotes
- Crotalaria chamaepeuce
- Crotalaria chiayiana
- Crotalaria chinensis
- Crotalaria chirindae
- Crotalaria chondrocarpa
- Crotalaria chrysochlora
- Crotalaria chrysotricha
- Crotalaria cistoides
- Crotalaria clarkei
- Crotalaria claussenii
- Crotalaria clavata
- Crotalaria cleomifolia
- Crotalaria cobalticola
- Crotalaria collettii
- Crotalaria collina
- Crotalaria colorata
- Crotalaria comanestiana
- Crotalaria comosa
- Crotalaria concinna
- Crotalaria confertiflora
- Crotalaria confusa
- Crotalaria congesta
- Crotalaria congoensis
- Crotalaria cordata
- Crotalaria cornetii
- Crotalaria cornu-ammonis
- Crotalaria corymbosa
- Crotalaria coursii
- Crotalaria craspedocarpa
- Crotalaria crebra
- Crotalaria criniramea
- Crotalaria crispata
- Crotalaria cunninghamii
- Crotalaria cuspidata
- Crotalaria cyanea
- Crotalaria cyanoxantha
- Crotalaria cylindrica
- Crotalaria cylindrocarpa
- Crotalaria cylindrostachys
- Crotalaria cytisoides
- Crotalaria dalensis
- Crotalaria damarensis
- Crotalaria dasyclada
- Crotalaria debilis
- Crotalaria decaryana
- Crotalaria decora
- Crotalaria dedzana
- Crotalaria deflersii
- Crotalaria deightonii
- Crotalaria densicephala
- Crotalaria depressa
- Crotalaria desaegeri
- Crotalaria descampsii
- Crotalaria deserticola
- Crotalaria dewildemaniana
- Crotalaria digitata
- Crotalaria dilatata
- Crotalaria diminuta
- Crotalaria dinteri
- Crotalaria diosmifolia
- Crotalaria dissitiflora
- Crotalaria distans
- Crotalaria distantiflora
- Crotalaria divaricata
- Crotalaria doidgeae
- Crotalaria dolichantha
- Crotalaria dolichonyx
- Crotalaria doniana
- Crotalaria dubia
- Crotalaria duboisii
- Crotalaria dumosa
- Crotalaria dura
- Crotalaria durandiana
- Crotalaria duvigneaudii
- Crotalaria ebenoides
- Crotalaria edmundi-bakeri
- Crotalaria egregia
- Crotalaria ekmanii
- Crotalaria elisabethae
- Crotalaria emarginata
- Crotalaria emarginella
- Crotalaria emirnensis
- Crotalaria ephemera
- Crotalaria epunctata
- Crotalaria eremaea
- Crotalaria eremicola
- Crotalaria ericoides
- Crotalaria erythrophleba
- Crotalaria eurycalyx
- Crotalaria evolvuloides
- Crotalaria exaltata
- Crotalaria excisa
- Crotalaria exelliana
- Crotalaria exilipes
- Crotalaria exilis
- Crotalaria eximia
- Crotalaria fallax
- Crotalaria fascicularis
- Crotalaria fenarolii
- Crotalaria ferruginea
- Crotalaria fiherenensis
- Crotalaria filicaulis
- Crotalaria filifolia
- Crotalaria filiformis
- Crotalaria filipes
- Crotalaria flavicarinata
- Crotalaria flavicoma
- Crotalaria florida
- Crotalaria formosa
- Crotalaria friesii
- Crotalaria fysonii
- Crotalaria gamwelliae
- Crotalaria gazensis
- Crotalaria gengmaensis
- Crotalaria germainii
- Crotalaria gillettii
- Crotalaria glabripedicellata
- Crotalaria glauca
- Crotalaria glaucifolia
- Crotalaria glaucoides
- Crotalaria globifera
- Crotalaria globosa
- Crotalaria gloriae
- Crotalaria gnidioides
- Crotalaria goetzei
- Crotalaria goiasensis
- Crotalaria goodiiformis
- Crotalaria goreensis
- Crotalaria grahamiana
- Crotalaria graminicola
- Crotalaria grandibracteata
- Crotalaria grandiflora
- Crotalaria grandistipulata
- Crotalaria grata
- Crotalaria greenwayi
- Crotalaria grevei
- Crotalaria griquensis
- Crotalaria griseofusca
- Crotalaria hainanensis
- Crotalaria harleyi
- Crotalaria hatschbachii
- Crotalaria haumaniana
- Crotalaria hebecarpa
- Crotalaria heidmannii
- Crotalaria hemsleyi
- Crotalaria heqingensis
- Crotalaria herpetoclada
- Crotalaria heterotricha
- Crotalaria heyneana
- Crotalaria hilariana
- Crotalaria hirsuta
- Crotalaria hirta
- Crotalaria hoffmannii
- Crotalaria holoptera
- Crotalaria holosericea
- Crotalaria horrida
- Crotalaria huillensis
- Crotalaria humbertiana
- Crotalaria humbertii
- Crotalaria humifusa
- Crotalaria humilis
- Crotalaria hyssopifolia
- Crotalaria ibityensis
- Crotalaria impressa
- Crotalaria incana
- Crotalaria incompta
- Crotalaria incrassifolia
- Crotalaria inflexa
- Crotalaria inopinata
- Crotalaria insignis
- Crotalaria intonsa
- Crotalaria intricata
- Crotalaria involutifolia
- Crotalaria inyangensis
- Crotalaria ionoptera
- Crotalaria iringana
- Crotalaria irwinii
- Crotalaria isaloensis
- Crotalaria ivantalensis
- Crotalaria jacksonii
- Crotalaria jerokoensis
- Crotalaria jianfengensis
- Crotalaria jijigensis
- Crotalaria johannis
- Crotalaria johnstonii
- Crotalaria jubae
- Crotalaria juncea
- Crotalaria jurioniana
- Crotalaria kambanguensis
- Crotalaria kambolensis
- Crotalaria kanaii
- Crotalaria kandoensis
- Crotalaria kapiriensis
- Crotalaria karagwensis
- Crotalaria kassneri
- Crotalaria kelaensis
- Crotalaria keniensis
- Crotalaria kerkvoordei
- Crotalaria khasiana
- Crotalaria kibaraensis
- Crotalaria kipandensis
- Crotalaria kipilaensis
- Crotalaria kirkii
- Crotalaria kostermansii
- Crotalaria kuiririensis
- Crotalaria kundelunguensis
- Crotalaria kurtii
- Crotalaria kurzii
- Crotalaria kwengeensis
- Crotalaria laburnifolia
- Crotalaria laburnoides
- Crotalaria lachnocarpoides
- Crotalaria lachnophora
- Crotalaria lachnosema
- Crotalaria laevigata
- Crotalaria lanata
- Crotalaria lanceolata
- Crotalaria lancifoliolata
- Crotalaria larsenii
- Crotalaria lasiocarpa
- Crotalaria lathyroides
- Crotalaria lawalreeana
- Crotalaria laxiflora
- Crotalaria leandriana
- Crotalaria lebeckioides
- Crotalaria lebrunii
- Crotalaria ledermannii
- Crotalaria leonardiana
- Crotalaria lepidissima
- Crotalaria leprieurii
- Crotalaria leptocarpa
- Crotalaria leptoclada
- Crotalaria leptostachya
- Crotalaria leubnitziana
- Crotalaria leucoclada
- Crotalaria limosa
- Crotalaria linearifoliolata
- Crotalaria linifolia
- Crotalaria lisowskii
- Crotalaria loandae
- Crotalaria longiclavata
- Crotalaria longidens
- Crotalaria longipes
- Crotalaria longirostrata
- Crotalaria longithyrsa
- Crotalaria lotifolia
- Crotalaria lotiformis
- Crotalaria lotoides
- Crotalaria lukafuensis
- Crotalaria lukomae
- Crotalaria lukwangulensis
- Crotalaria lunata
- Crotalaria lundensis
- Crotalaria lunulata
- Crotalaria luondeensis
- Crotalaria lusamboensis
- Crotalaria lusingaensis
- Crotalaria lutescens
- Crotalaria luxenii
- Crotalaria macrantha
- Crotalaria macrocalyx
- Crotalaria macrocarpa
- Crotalaria madurensis
- Crotalaria mahafalensis
- Crotalaria mairei
- Crotalaria malaissei
- Crotalaria malindiensis
- Crotalaria mandrarensis
- Crotalaria manganifera
- Crotalaria manongarivensis
- Crotalaria martiana
- Crotalaria massaiensis
- Crotalaria mauensis
- Crotalaria maxillaria
- Crotalaria maypurensis
- Crotalaria medicaginea
- Crotalaria meeboldii
- Crotalaria megapotamica
- Crotalaria melanocalyx
- Crotalaria melanocarpa
- Crotalaria membranacea
- Crotalaria mendesii
- Crotalaria mendoncae
- Crotalaria mentiens
- Crotalaria mesopontica
- Crotalaria mexicana
- Crotalaria meyerana
- Crotalaria micans
- Crotalaria micheliana
- Crotalaria microcarpa
- Crotalaria microphylla
- Crotalaria microthamnus
- Crotalaria mildbraedii
- Crotalaria milneana
- Crotalaria minutissima
- Crotalaria miranda
- Crotalaria misella
- Crotalaria mitchellii
- Crotalaria mocubensis
- Crotalaria modesta
- Crotalaria mollicula
- Crotalaria mollii
- Crotalaria montana
- Crotalaria monteiroi
- Crotalaria mortonii
- Crotalaria morumbensis
- Crotalaria muenzneri
- Crotalaria multiflora
- Crotalaria mysorensis
- Crotalaria naikiana
- Crotalaria nana
- Crotalaria naragutensis
- Crotalaria natalensis
- Crotalaria natalitia
- Crotalaria nayaritensis
- Crotalaria nematophylla
- Crotalaria neriifolia
- Crotalaria newtoniana
- Crotalaria nigricans
- Crotalaria nitens
- Crotalaria nitidula
- Crotalaria notonii
- Crotalaria novae-hollandiae
- Crotalaria nuda
- Crotalaria nudiflora
- Crotalaria nyikensis
- Crotalaria obscura
- Crotalaria obtecta
- Crotalaria occidentalis
- Crotalaria occulta
- Crotalaria ochroleuca
- Crotalaria oligosperma
- Crotalaria oligostachya
- Crotalaria onobrychis
- Crotalaria ononoides
- Crotalaria onusta
- Crotalaria oocarpa
- Crotalaria orientalis
- Crotalaria orixensis
- Crotalaria orthoclada
- Crotalaria otoptera
- Crotalaria ovata
- Crotalaria oxyphylla
- Crotalaria oxyphylloides
- Crotalaria pallida
- Crotalaria pallidicaulis
- Crotalaria paniculata
- Crotalaria paracistoides
- Crotalaria paraspartea
- Crotalaria parvula
- Crotalaria passerinoides
- Crotalaria patula
- Crotalaria paulina
- Crotalaria pearsonii
- Crotalaria peduncularis
- Crotalaria peltieri
- Crotalaria pentaphylla
- Crotalaria perbracteolata
- Crotalaria peregrina
- Crotalaria perlaxa
- Crotalaria perpusilla
- Crotalaria perrieri
- Crotalaria perrottetii
- Crotalaria persica
- Crotalaria pervillei
- Crotalaria peschiana
- Crotalaria petitiana
- Crotalaria phillipsiae
- Crotalaria phylicoides
- Crotalaria phylloloba
- Crotalaria phyllostachya
- Crotalaria phyllostachys
- Crotalaria pilosa
- Crotalaria pilosiflora
- Crotalaria pisicarpa
- Crotalaria pittardiana
- Crotalaria platysepala
- Crotalaria pleiophylla
- Crotalaria plowdenii
- Crotalaria podocarpa
- Crotalaria poecilantha
- Crotalaria poissonii
- Crotalaria polhillii
- Crotalaria poliochlora
- Crotalaria polyantha
- Crotalaria polychroma
- Crotalaria polygaloides
- Crotalaria polyphylla
- Crotalaria polysperma
- Crotalaria polytricha
- Crotalaria praetexta
- Crotalaria preladoi
- Crotalaria priestleyoides
- Crotalaria prittwitzii
- Crotalaria prolongata
- Crotalaria prostrata
- Crotalaria protensa
- Crotalaria psammophila
- Crotalaria pseudo-alexandri
- Crotalaria pseudodiloloensis
- Crotalaria pseudoquangensis
- Crotalaria pseudo-seretii
- Crotalaria pseudospartium
- Crotalaria pseudotenuirama
- Crotalaria pseudovirgultatis
- Crotalaria pterocalyx
- Crotalaria pteropoda
- Crotalaria pterospartioides
- Crotalaria pudica
- Crotalaria pulchra
- Crotalaria pumila
- Crotalaria purdiana
- Crotalaria purshii
- Crotalaria pusilla
- Crotalaria pycnostachya
- Crotalaria pygmaea
- Crotalaria quangensis
- Crotalaria quarrei
- Crotalaria quartiniana
- Crotalaria quercetorum
- Crotalaria quibeiensis
- Crotalaria quinquefolia
- Crotalaria ramosissima
- Crotalaria reclinata
- Crotalaria recta
- Crotalaria recumbens
- Crotalaria renierana
- Crotalaria reptans
- Crotalaria retusa
- Crotalaria rhizoclada
- Crotalaria rhodesiae
- Crotalaria rhynchocarpa
- Crotalaria rhynchotropioides
- Crotalaria rigida
- Crotalaria ringoetii
- Crotalaria riparia
- Crotalaria rogersii
- Crotalaria rosenii
- Crotalaria rotundifolia
- Crotalaria rubiginosa
- Crotalaria rufipila
- Crotalaria rufocaulis
- Crotalaria rupicola
- Crotalaria ruspoliana
- Crotalaria rzedowskii
- Crotalaria sacculata
- Crotalaria sagittalis
- Crotalaria saharae
- Crotalaria salicifolia
- Crotalaria saltiana
- Crotalaria sandoorensis
- Crotalaria sapinii
- Crotalaria scabra
- Crotalaria scabrella
- Crotalaria scassellatii
- Crotalaria schinzii
- Crotalaria schlechteri
- Crotalaria schliebenii
- Crotalaria schmitzii
- Crotalaria seemeniana
- Crotalaria senegalensis
- Crotalaria sengensis
- Crotalaria serengetiana
- Crotalaria sericifolia
- Crotalaria sertulifera
- Crotalaria sessiliflora
- Crotalaria sessilis
- Crotalaria shanica
- Crotalaria shirensis
- Crotalaria similis
- Crotalaria simoma
- Crotalaria simulans
- Crotalaria singulifloroides
- Crotalaria smithiana
- Crotalaria socotrana
- Crotalaria somalensis
- Crotalaria sparsifolia
- Crotalaria spartea
- Crotalaria spartioides
- Crotalaria spathulato-foliolata
- Crotalaria speciosa
- Crotalaria spectabilis
- Crotalaria sphaerocarpa
- Crotalaria spinosa
- Crotalaria stanerana
- Crotalaria stenopoda
- Crotalaria stenoptera
- Crotalaria stenorhampha
- Crotalaria stenothyrsa
- Crotalaria steudneri
- Crotalaria stipitata
- Crotalaria stipularia
- Crotalaria stocksii
- Crotalaria stolzii
- Crotalaria streptorrhyncha
- Crotalaria strigosa
- Crotalaria strigulosa
- Crotalaria stuhlmannii
- Crotalaria subcaespitosa
- Crotalaria subcalvata
- Crotalaria subcapitata
- Crotalaria subsessilis
- Crotalaria subspicata
- Crotalaria subtilis
- Crotalaria sulphizii
- Crotalaria sylvicola
- Crotalaria szaferana
- Crotalaria tabularis
- Crotalaria tamboensis
- Crotalaria tanety
- Crotalaria teixeirae
- Crotalaria tenuipedicellata
- Crotalaria tenuirama
- Crotalaria tenuirostrata
- Crotalaria teretifolia
- Crotalaria tetragona
- Crotalaria tetraptera
- Crotalaria thebaica
- Crotalaria thomasii
- Crotalaria tiantaiensis
- Crotalaria toamasinae
- Crotalaria topouensis
- Crotalaria torrei
- Crotalaria trichotoma
- Crotalaria trifoliastrum
- Crotalaria trifoliolata
- Crotalaria trinervia
- Crotalaria triquetra
- Crotalaria tristis
- Crotalaria tsavoana
- Crotalaria tweediana
- Crotalaria ubonensis
- Crotalaria uguenensis
- Crotalaria ukambensis
- Crotalaria ukingensis
- Crotalaria ulbrichiana
- Crotalaria uliginosa
- Crotalaria umbellata
- Crotalaria umbellifera
- Crotalaria uncinata
- Crotalaria uncinella
- Crotalaria unicaulis
- Crotalaria unifoliolata
- Crotalaria urbaniana
- Crotalaria vagans
- Crotalaria valetonii
- Crotalaria valida
- Crotalaria walkeri
- Crotalaria vallicola
- Crotalaria vandenbrandii
- Crotalaria vanderystii
- Crotalaria vanmeelii
- Crotalaria warfae
- Crotalaria varicosa
- Crotalaria variegata
- Crotalaria variifolia
- Crotalaria vasculosa
- Crotalaria vatkeana
- Crotalaria velutina
- Crotalaria welwitschii
- Crotalaria ventusa
- Crotalaria verdcourtii
- Crotalaria verrucosa
- Crotalaria vespertilio
- Crotalaria vestita
- Crotalaria vialettei
- Crotalaria vialis
- Crotalaria wightiana
- Crotalaria wilczekiana
- Crotalaria willdenowiana
- Crotalaria virgulata
- Crotalaria virgultatis
- Crotalaria vitellina
- Crotalaria xanthoclada
- Crotalaria yaihsienensis
- Crotalaria youngii
- Crotalaria yuanjiangensis
- Crotalaria yunnanensis